# Record Bank

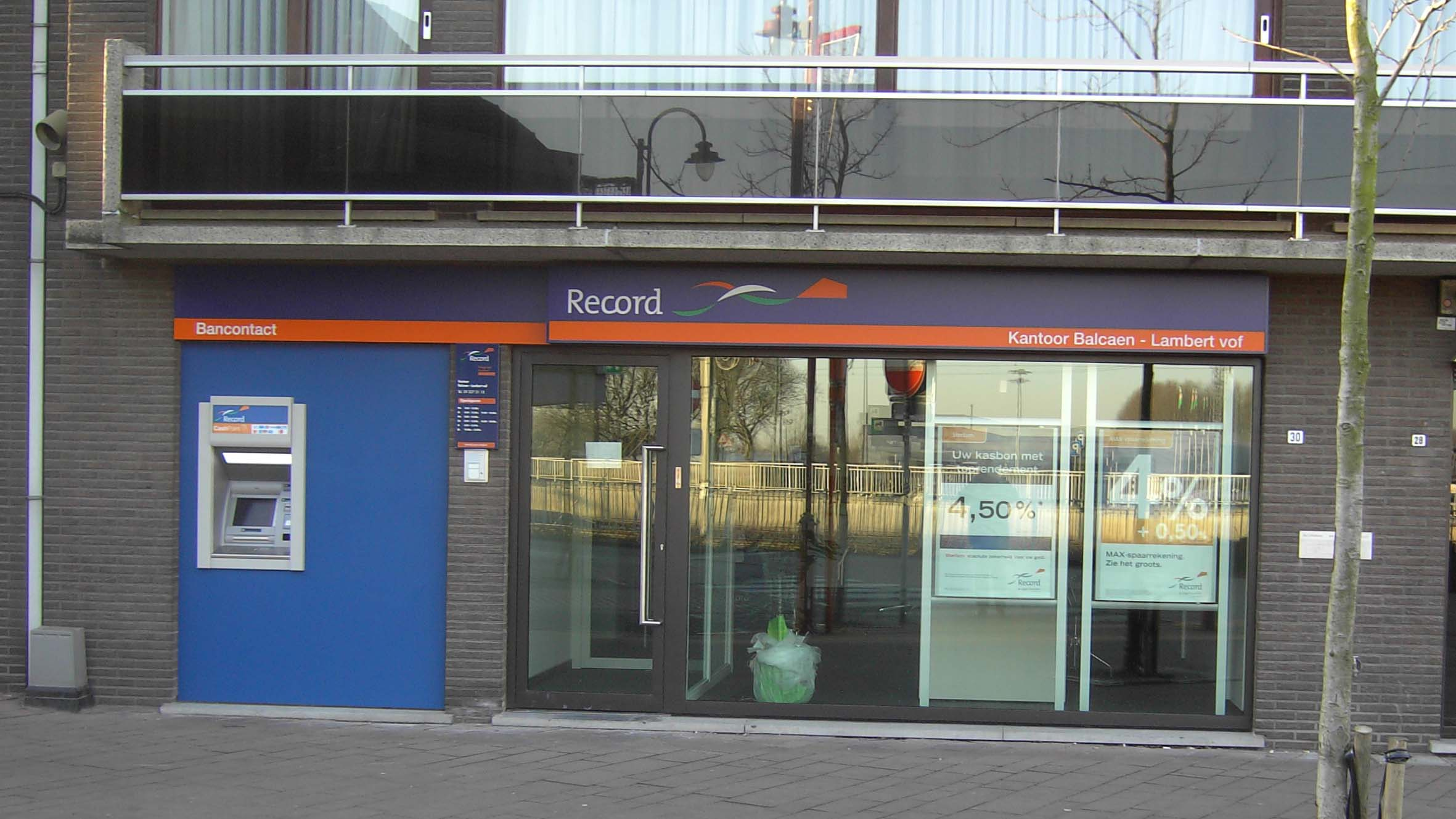
Record Bank Filiale

Die Record Bank ist eine belgische Bank mit Sitz in Evere. Sie gehört zur ING Belgium des niederländischen Bankkonzerns ING Groep.

## Entstehung
Die Bank ist im Januar 2001 aus einer Fusion folgender Banken entstanden:
- Record Bank (vormals SEFB)
- Dipo Spaarbank
- De Vaderlandsche Spaarbank (Tochter der De Vaderlandsche Verzekeringen)
- Sodefina (Kreditbank der De Vaderlandsche Verzekeringen)

Später kamen dann noch folgende Banken hinzu:
- Spaarbank Westkrediet (April 2003)
- AGF Belgium Bank (Mai 2004)
- Mercator Bank (Mitte 2005)
- Eural NV (Okt. 2005)

## Produkte
Die Bank wendet sich an Privatkunden, Klein- und Familienunternehmen. Seit Anfang 2006 werden auch Versicherungen angeboten. Die Direktbank hat Filialen in Evere, Gent und Lüttich.
Die Bank hat etwa 750 Beschäftigte und etwa 750 selbständige Bankberater.